# St. Augustine Beach, Florida
St. Augustine Beach är en stad (city) i St. Johns County, i delstaten Florida, USA. Enligt United States Census Bureau har staden en folkmängd på 6 366 invånare (2011) och en landarea på 5,5 km².